# إبراهيم أبو العيش
إبراهيم أبو العيش (23 مارس 1937 - 15 يونيو 2017)، عالم مصري في الكيمياء التطبيقية، حصل على جائزة نوبل البديلة في التنمية البشرية وهو صاحب مجموعه شركات سيكم للزراعه الحيوية. حصل علي العديد من الشهادات العالمية.
درس أبو العيش ابتداء من عام 1956 الكيمياء التقنية في جامعة غراتس.

## نشأته
نشأ في مدينة مشتول السوق بمحافظة الشرقية لأسرة غنية هاجرت بعد ذلك إلى القاهرة وأنشأ والده مصنعا للصابون وآخر للحلاوة الطحينية.

## حياته
هاجر للنمسا في شبابه والتحق بالجامعة هناك ليدرس الكيمياء الصناعية، وأثناء دراسته تعرف علي فتاة نمساوية وتزوجها في نوفمبر 1960 رزق بعدها بابنه الأول حلمي حصل علي الجنسية النمساوية، وحاز علي درجة الدكتوراه برسالة علمية عن طريقة جديدة لاستخدام السليلوز في صناعة الورق.
درس الطب وتخصص في علم الأدوية (فارماكولوجي) وحصل علي الدكتوراه عن بحثه عن الغدة الدرقية. عاد إلى مصر لينشأ مزرعة سيكم في عام 1977 التي ستكون فيم بعد أحد أسباب حصوله علي جائزة نوبل البديلة عام 2003.
اهتم إبراهيم أبو العيش بالجانب الإنساني، حيث كان يعمل على الالتزام بثلاثة عناصر لطالما نهجها الدكتور أبو العيش ألا وهي تطوير الإنسان وتطوير الأرض وتطوير المجتمع. ولهذا كان التعليم والزراعة والصحة عناصر أساسية في اهتمامات سيكم مع التأكيد على التزام كل تلك الجهود بمراعاة الحفاظ على النظام البيئي المحيط دون تدخل كيميائي أو إفساد للحرث أو النسل.

## حياته الخاصة
تزوج عام 1960 من مواطنة نمساوية ورزقا بطفلين هما حلمي ومنى.

## روابط خارجية
- إبراهيم أبو العيش على موقع مونزينجر (الألمانية)